# Bolesław Koskowski
Bolesław Koskowski (ur. 20 maja 1870 w Tyszowcach, zm. 23 stycznia 1938 w Warszawie) – polski ekonomista, dziennikarz, publicysta, senator.

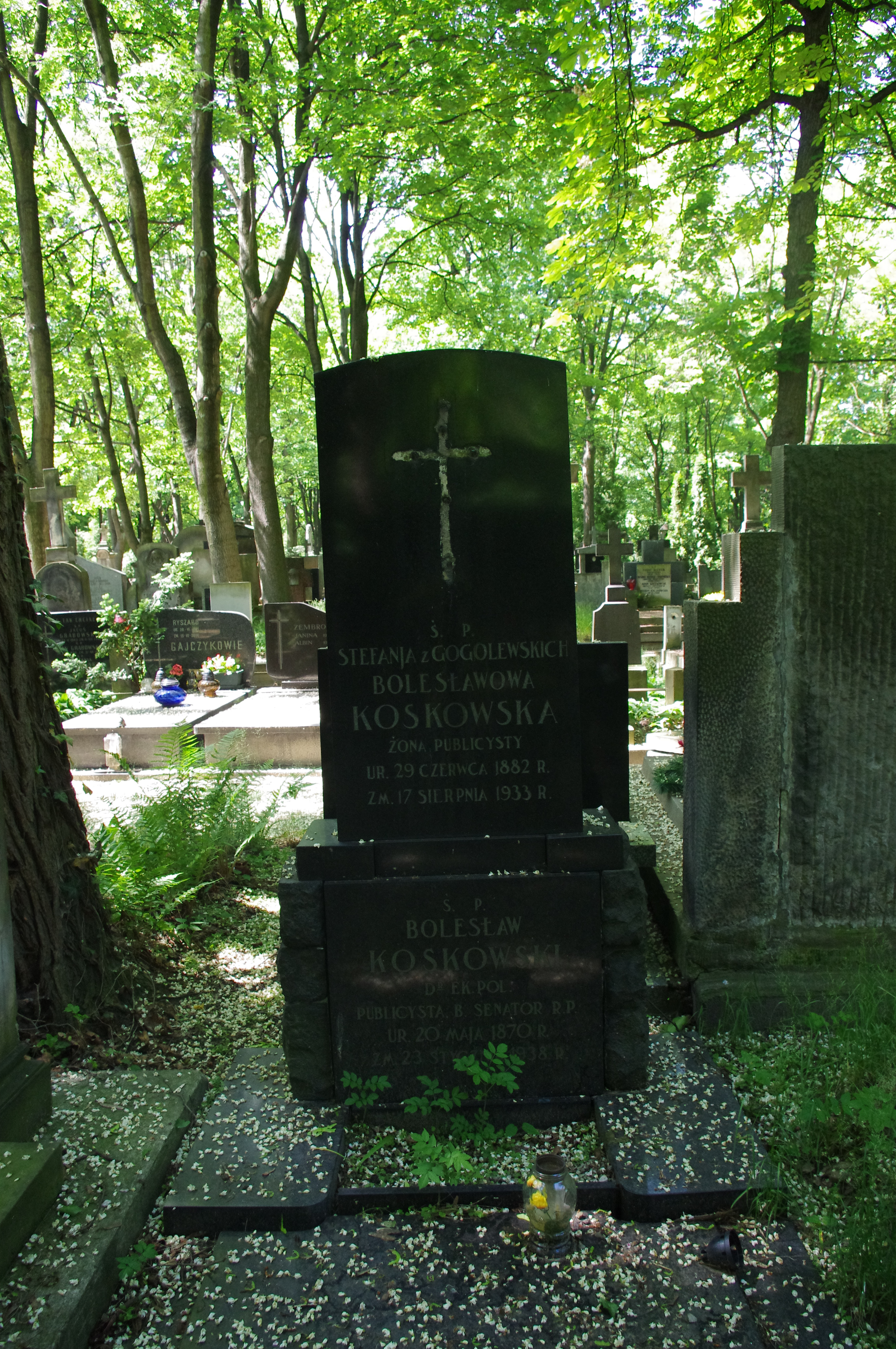
Grób Bolesława Koskowskiego

## Życiorys
Do szkół średnich uczęszczał w Zamościu i Chełmie oraz do Gimnazjum Męskiego w Lublinie. Studiował na Uniwersytetach Warszawskim i Wrocławskim. Na Uniwersytecie w Brukseli uzyskał licencjat w zakresie nauk ekonomicznych i doktorat. Od 1890 należał do tajnej Ligi Polskiej. W latach 1896–1899 był członkiem Komisji Krajowej Ligi Narodowej w Królestwie Polskim. Należał do tajnego Koła Wydawniczego Towarzystwa Oświaty Narodowej. Od 1889 był dziennikarzem „Gazety Lubelskiej” i „Głosu”. Związany był w tym czasie z Narodową Demokracją. Od 1892 zamieszczał w „Głosie” publikacje o problematyce ekonomicznej i społecznej. Odszedł z redakcji w 1899, kiedy to „Głos” zmienił orientację polityczną na socjaldemokratyczną. W latach 1892–1895 publikował artykuły o treściach krajoznawczych i etnograficznych na łamach „Przeglądu Tygodniowego”. W 1898 przeszedł do „Gazety Polskiej”, a od 1906 był jej redaktorem naczelnym. Od 1905 pracował w „Kurierze Warszawskim”, będąc m.in. korespondentem w Berlinie i Petersburgu. W 1906 został skazany na cztery miesiące wieży za oszczerstwo. W latach 1915–1917 był w Komitecie Redakcyjnym Międzypartyjnego Koła Politycznego (jako bezpartyjny). W latach 1916–1917 zasiadał w radzie miasta Warszawy. W latach 1922–1927 był senatorem z listy Związku Ludowo-Narodowego. Wykładał w Szkole Nauk Politycznych w Warszawie, był prezesem Związku Dziennikarzy RP.
Został pochowany na cmentarzu Powązkowskim w Warszawie (kwatera 190-3-19).
Na początku 1939 w Kościele Zbawiciela w Warszawie została ustanowiona tablica upamiętniająca B. Koskowskiego.

## Odznaczenia
- Złoty Wawrzyn Akademicki (4 listopada 1937)[4].